# Карбоциклические соединения
Карбоцикли́ческие соедине́ния — класс органических соединений, характеризующихся наличием колец (циклов) из атомов углерода. Карбоциклические соединения отличаются от гетероциклических соединений отсутствием в кольцах каких-либо других атомов, помимо атомов углерода и водорода. Карбоциклические соединения подразделяются на алициклические (включающий в себя насыщенные/предельные и полу-ненасыщенные/полу-непредельные карбоциклы) и ароматические (максимально ненасыщенные/максимально непредельные карбоциклы).
Насыщенные/предельные карбоциклы — это те, в которых нет двойных тройных, четверных или каких либо других ковалентных связей кроме одинарных ковалентных связей, то есть внутри насыщенного карбоцикла все ковалентные связи углерода в цепи одинарные.
Полу-ненасыщенные/полу-непредельные(или полу-насыщенные/полу-предельные) карбоциклы — это те, в которых есть одна или две двойных ковалентных связей (НО НЕ 3 как у ароматических) между атомами углерода в цепи.
Алициклические соединения (алифатические карбоциклические соединения) — органические соединения, молекулы которых содержат насыщенные/предельные или ненасыщенные/непредельные неароматические циклы, состоящие из атомов углерода
Ароматические соединения (максимальное ненасыщенные или просто ненасыщенные) — это те карбоциклы, в которых присутствую три двойных ковалентных связи между атомами углерода в цепи.
Среди карбоциклических соединений имеются красители, лекарственные вещества, многие из них применяются для получения синтетических смол и пластических масс.